# Gu Changwei
Gu Changwai (chinesisch 顧長衛, Pinyin Gù Chángwèi; * 12. Dezember 1957 in Xi’an, Shaanxi) ist ein chinesischer Kameramann und Filmregisseur.

## Leben
Gu Changwai studierte Kamera von 1978 bis 1982 an der Beijing Film Academy. Anschließend arbeitete er für die Xi'an Film Studios bis 1993 mit Lebewohl, meine Konkubine ausschließlich als Kameramann an den Filmen seiner Klassenkameraden Chen Kaige und Zhang Yimou. Für diesen wurde er erstmals für einen der bedeutendsten Filmpreise, dem Oscar, mit einer Nominierung für die Beste Kamera bedacht. 2005 gab Gu Changwai mit Kong Que sein Debüt als Filmregisseur. Das Drama wurde bei den Internationalen Filmfestspielen Berlin 2005 mit dem Großen Preis der Jury ausgezeichnet.
Seit 1993 ist Gu Changwai mit der Schauspielerin Jiang Wenli verheiratet.

## Filmografie (Auswahl)
- 1987: Háizǐ Wáng (孩子王)
- 1987: Rotes Kornfeld (红高粱 Hóng Gāoliang)
- 1989: Dàiháo měizhōubào (代號美洲豹)
- 1990: Judou (菊豆; Jú Dòu)
- 1991: Die Weissagung des Meisters (邊走邊唱; Biān zǒu biān chàng)
- 1993: Lebewohl, meine Konkubine (霸王別姬 Bàwáng Bié Jī)
- 1994: Yángguāng cànlàn de rìzi (陽光燦爛的日子)
- 1998: Gingerbread Man (The Gingerbread Man)
- 1998: Hurlyburly
- 2000: Es begann im September (Autumn in New York)
- 2000: Guizi lai le (鬼子来了)
- 2005: Alle Kinder dieser Welt (All the Invisible Children)
- 2005: Kǒng Què (孔雀)
- 2007: Lì Chūn (立春)
- 2011: Zuì ài (最愛)

## Auszeichnungen
Oscar
- 1994: Nominierung für die Beste Kamera von Lebewohl, meine Konkubine

Silberner Bär
- 2005: Auszeichnung des Großen Preises der Jury für Kong Que